# 千曲市戸倉体育館
千曲市戸倉体育館（ちくましとぐらたいいくかん）は、長野県千曲市磯部に所在する体育館である。
条例上の名称は「戸倉体育館」。
2011年よりプロバスケットボールBリーグ・信州ブレイブウォリアーズのホームアリーナとして使用される他、屋内スポーツの各種競技会が催されている。
建物の老朽化に伴い、2023年(令和5年)3月に策定された「千曲市総合運動公園基本構想」で公園内に新戸倉体育館を建設する想定。2028年秋開催予定の国民スポーツ大会「信州やまなみ国スポ」でハンドボール競技会場としての利用を目指し、2026年～2028年にかけて建設する予定である。

## 施設概要
- バスケットボール2面

バスケットゴールは平成23年度スポーツ振興くじ助成金を利用して購入された
- バレーボール3面
- バドミントン6面
- テニス2面
- ハンドボール1面

## アクセス
- しなの鉄道戸倉駅より徒歩15分